# Rentjärnen (Burträsks socken, Västerbotten, 714718-173093)
Rentjärnen är en sjö i Skellefteå kommun i Västerbotten och ingår i Rickleåns huvudavrinningsområde.